# Orbán László (politikus)
Orbán László, születési nevén Nürenberger László, 1917-től Nádor László (Nógrádverőce, 1912. augusztus 2. – Budapest, 1978. november 18.) politikus, miniszter.

## Élete

### Korai évek
Nógrádverőcén született, jómódú polgári családban. Apja, Nürenberger József fakereskedő, anyja Friedmann Eszter (1885–1944) volt. Tízéves korától családjával Budapesten élt és tanult. 1930-ban a Budapesti II. Kerületi Mátyás Király Reálgimnáziumban érettségizett, majd korán jelentkezett érdeklődésének megfelelően jogi tanulmányokba kezdett. Származása miatt itthon nem vették fel az egyetemre, ezért az első évet Bécsben végezte el, majd Miskolcra iratkozott be a református jogakadémiára, végül 1934-ben a szegedi Ferenc József Tudományegyetemen szerzett doktori oklevelet. Ezt követően fél évig a londoni gazdasági és politikai főiskolán tanult. Nagy-Britanniában ismerkedett meg a marxizmus elméletével és a kommunista mozgalommal. Hazatérése után egy ügyvédi irodában helyezkedett el.

### Bekapcsolódás a munkásmozgalomba
1937-ben Ságvári Endre révén kapcsolódott be a hazai munkásmozgalomba. Kezdetben a Magyarországi Szociáldemokrata Párt V. kerületi ifjúsági csoportjában tevékenykedett, majd beválasztották az MSZDP Országos Ifjúsági Bizottságába, ahol az oktatási és a propagandaügyekért felelt. Tapasztalatai, jó írás- és előadókészsége miatt 1939-ben a Népszavánál kinevezték „Az ifjúság szava” című rovat vezetőjévé. Az újság népfrontos összefogást hirdető 1941-es karácsonyi számába szerzőtársával, Ságvári Endrével írt cikket az ifjúság feladatairól. 1938 őszén csatlakozott a törvényen kívüli Kommunisták Magyarországi Pártjához. 1941-ben a szociáldemokrata párton belüli kommunista sejtek munkáját irányította. 1942. májusban a letartóztatás elől feleségével illegalitásba vonult. 1942 őszén a KMP budapesti területi bizottságának titkára, 1943. júliustól a – nevét Békepártra változtató – kommunista párt központi bizottságának tagja lett, a párt ifjúsági és értelmiségi politikáját irányította. 1944-ben aktívan vett részt a Magyar Front munkájában.
1945. januártól a Magyar Kommunista Párt Központi Vezetősége Propaganda Osztályának munkatársa, 1945. decembertől 1946 végéig, majd 1947 végétől az osztály vezetője volt. 1945. április 2-án beválasztották az Ideiglenes Nemzetgyűlésbe.

### A hatalomban
Az 1945. november 4-i nemzetgyűlési és az 1947. augusztus 31-i országgyűlési választásokon az MKP országos listáján, 1949. május 15-én a Magyar Függetlenségi Népfront Csongrád megyei listáján jutott mandátumhoz. Országgyűlési képviselőként 1953-ig működött, majd 1958-tól haláláig szintén képviselő volt. 1945. novembertől 1949-ig pártja parlamenti frakciójának titkáraként is működött, 1947–1949-ben tagja volt az Országgyűlés politikai bizottságának. Az MKP III. kongresszusán (1946. szeptember 29–október 1.) bekerült a KV-ba, póttagként, a testületnek a - szociáldemokrata pártnak az MKP-ba olvasztásával 1948. júniusban megalakított - Magyar Dolgozók Pártjában is tagja maradt, egészen 1956. októberig. 1948. decembertől 1950. áprilisig az MDP KV Agitációs Osztályát vezette. A kv 1950. májusi ülése után kimaradt a kv szervezőbizottságából is.
1950. szeptembertől a Vallás- és Közoktatásügyi Minisztérium, az 1951. májusi átszervezéstől 1953-ig a Közoktatásügyi Minisztérium
csoportfőnöke, 1953-tól az Oktatásügyi Minisztérium Felsőoktatási Tanácsának titkára, majd a Marxizmus–Leninizmus Oktatási Főosztály vezetője volt. 1955. január 10. és 1956. január 20. között oktatásügyi miniszterhelyettes. 1956. január végétől ismét a párt központi apparátusában dolgozott, a Tudományos és Kulturális Osztály helyettes vezetője volt.
1956. október 6-án a törvénytelenül kivégzett Rajk László és társai újratemetésén a kv alosztályvezetőjeként és mint Rajk egykori harcostársa az illegalitásban beszédet mondott a Rajk-per áldozatainak újratemetésén.
1956. október 23-án délelőtt, amikor a Petőfi Kör küldöttsége fölkereste az MDP KV-t, és javasolta a tüntetés engedélyezését, valamint hogy Kádár János mondjon beszédet a Bem téren, a javaslatok ellen foglalt állást.
Az 1956-os forradalom után csatlakozott a Kádár-féle vezetéshez, a Magyar Szocialista Munkáspárt Ideiglenes Intéző Bizottsága november 21-i ülésén megtette az (Ideiglenes) Központi Bizottság Agitációs és Propaganda Osztálya helyettes vezetőjévé. 1956. november 27-én az MSZMP megyei és budapesti titkárainak aktívaértekezletén Kádár jelenlétében bírálta a jugoszlávokkal kötött egyezmény megszegését.
1957. február 6-tól 26-ig ő helyettesítette osztályvezetőjét, Nógrádi Sándort az IKB Szervező Bizottsága ülésein. 1957. június 29-n beválasztották az MSZMP KB-ba, 1957. júliustól 1959. decemberig a KB tudományos és kulturális, majd 1962-től 1967. április 12-ig agitációs és propagandaosztályát vezette, utóbbinak haláláig tagja maradt.
1958. november 16-ától a Hazafias Népfront budapesti listájáról került be a törvényhozásba, 1967. március 19-étől Budapest 31. számú, 1975. június 15-én Budapest 28. számú egyéni választókerületben nyert mandátumot.
Tízéves pártközponti munka után állami területre irányították át, 1967. április 18-n a művelődésügyi miniszter első helyettesévé, 1973. augusztus 3-n – a tisztség létrehozásakor – a minisztérium államtitkárává nevezték ki. 1974. június 21-től 1976. július 23-i nyugdíjba vonulásáig a Művelődésügyi Minisztérium kettéválasztásával létrehozott Kulturális Minisztériumot irányította. Emellett 1974-től az Országos Közművelődési Tanács alelnöke, 1976-tól nyugdíjasként elnöke volt.

## Művei
- Pártunk propagandamunkája; Orbán László; Szikra, Budapest, 1945 (M. K. P. Szeminárium)
- Az egyház és demokrácia kérdéséhez. Négy különlenyomat Révai József, Orbán László, Losonczy Géza cikkei; MKP Országos Oktatási Osztálya, Budapest, 1948
- A választási agitáció feladatai; MDP Központi Vezetősége Oktatási Osztálya, Budapest, 1949
- Ifjúság, értelmiség, szocialista kultúra. Válogatott beszédek és írások; összeáll. Pintér István, előszó Óvári Miklós; Kossuth, Budapest, 1981

## Díjai, elismerései
- Magyar Szabadság érdemrend ezüst fokozata (1946)
- Magyar Köztársasági Érdemrend középkeresztje (1947)
- Magyar Népköztársasági Érdemrend III. fokozata (1950)
- Munka Érdemrend (1955; 1960)
- A Munka Vörös Zászló Érdemrendje (1962)
- Munka Érdemrend arany fokozata (1965; 1968)
- Szocialista Hazáért érdemrend (1967)
- Felszabadulási Jubileumi Emlékérem (1970)
- A Magyar Népköztársaság Zászlórendje (1975)

## További irodalom
- Pintér István: Orbán László. Pártélet, 1982/8.
- Segédkönyv a Politikai Bizottság tanulmányozásához. Szerkesztette Nyírő András. Interart Stúdió, Budapest, 1989. 303.
- Bölöny József–Hubai László: Magyarország kormányai, 1848–2004. Ötödik, bővített és javított kiadás. Akadémiai Kiadó, Budapest, 2004. 409–410.
- Az 1947. szeptember 16-ra összehívott Országgyűlés almanachja. 1947. szeptember 16.– 1949. április 12. Főszerkesztők: Marelyn Kiss József, Vida István. Szerkesztette Horváth Zsolt és Hubai László. Magyar Országgyűlés, Budapest, 2005. 300.